# Coupe du monde de beach soccer 2011
Navigation
2009 2013
La Coupe du monde de beach soccer 2011 est la seizième édition de la Coupe du monde de beach soccer et se déroule à Ravenne en Italie du 1er au 11 septembre 2011. Le pays organisateur a été choisi par le comité exécutif de la Fédération internationale de football association (FIFA) le 19 mars 2010.
La Russie bat en finale le tenant du titre brésilien sur le score de  12 à 8. Le Portugal termine à la troisième place pour la 3e fois de suite.

## Qualifications

### Afrique
Les qualifications ont lieu à Casablanca (Maroc) du 15 au 19 juillet 2011. Neuf équipes ont participé. Le Sénégal et le Nigeria se sont qualifiés.

### Amérique du Sud
Les qualifications ont lieu à Rio de Janeiro (Brésil) du 31 juillet au 7 août 2011. Trois équipes se qualifient pour le Mondial : l'Argentine, le Brésil et le Venezuela.

### Amérique du Nord, Amérique Centrale et Caraïbes
Les qualifications ont lieu à Puerto Vallarta (Mexique) du 1er au 5 décembre 2011. Le Salvador et le Mexique se sont qualifiés.

### Asie
Les qualifications ont lieu à Oman du 27 février au 4 mars 2011. Onze équipes ont participé. L'Iran, Oman et le Japon se sont qualifiés.

### Europe
Les qualifications ont lieu à Bibione (Italie) du 11 au 18 juillet 2010. Vingt-sept équipes ont participé. Le Portugal, la Russie, la Suisse et l'Ukraine se sont qualifiés.

### Océanie
Tahiti a accueilli le tournoi de qualification du 22 au 26 février 2011 et réunissant trois équipes. Tahiti s'est qualifié.

### Pays hôte
L'Italie est qualifiée directement en tant que pays hôte.

## Équipes qualifiées pour la phase finale
| Afrique (CAF) - Nigeria - Sénégal Asie (AFC) - Iran - Japon - Oman Océanie (OFC) - Tahiti Amérique du Nord, Amérique Centrale et Caraïbes (CONCACAF) - Mexique - Salvador | Amérique du Sud (CONMEBOL) - Argentine - Brésil - Venezuela Europe (UEFA) - Italie - Portugal - Suisse - Russie - Ukraine |

## Phase de groupes

### Tirage au sort
Le tirage au sort est effectué le 5 juillet 2011 par Christian Karembeu et Ramiro Amarelle. Les seize équipes sont placées dans quatre chapeaux selon des critères géographiques. La Suisse en tant qu'équipe européenne la moins bien placée lors des qualifications européennes est placée dans le chapeau 4 car il y a 5 équipes européennes.
| Pot 1 (Hôte et UEFA Top 3)     | Pot 2 (AFC et OFC)     | Pot 3 (CAF et CONCACAF)          | Pot 4 (CONMEBOL et Suisse)        |
| ------------------------------ | ---------------------- | -------------------------------- | --------------------------------- |
| Italie Ukraine Portugal Russie | Japon Oman Iran Tahiti | Sénégal Nigeria Mexique Salvador | Brésil Argentine Venezuela Suisse |

### Règlement
- 16 équipes réparties dans 4 groupes composés chacun de 4 équipes se disputeront les deux premières places qualificatives pour les quarts de finale.

- La rencontre se déroule en 3 périodes de 12 minutes chacune.

- Une victoire dans le temps réglementaire vaut trois points, une victoire en prolongation ou aux tirs au but vaut deux points et toute défaite vaut zéro point. En cas de résultat nul à l'issue du temps réglementaire, les deux équipes prennent part à une prolongation de 3 minutes, puis si elles ne se sont toujours pas départagées à une séance de tirs au but.

- Un carton rouge est synonyme d'exclusion pendant 2 minutes, puis de non-participation pour match suivant.

- Les critères suivants départagent les équipes en cas d'égalité :

1. le plus grand nombre de points obtenus dans les matches de groupe entre les équipes à égalité ;
2. la différence de buts particulière dans les matches de groupe entre les équipes à égalité ;
3. le plus grand nombre de buts marqués dans les matches de groupe entre les équipes à égalité ;
4. la différence de buts dans tous les matches du groupe ;
5. le plus grand nombre de buts marqués dans tous les matches du groupe ;
6. tirage au sort par la commission d’organisation de la FIFA[4].

### Groupe A
| Rang | Équipe  | Pts | J | G | Gt | P | Bp | Bc | Diff |
| ---- | ------- | --- | - | - | -- | - | -- | -- | ---- |
| 1    | Italie  | 7   | 3 | 1 | 2  | 0 | 13 | 12 | +1   |
| 2    | Sénégal | 5   | 3 | 1 | 1  | 1 | 17 | 15 | +2   |
| 3    | Suisse  | 3   | 3 | 1 | 0  | 2 | 16 | 15 | +1   |
| 4    | Iran    | 0   | 3 | 0 | 0  | 3 | 13 | 17 | -4   |

| Match | Date          | Équipe 1 | Résultat | Équipe 2 | T.a.b. |
| ----- | ------------- | -------- | -------- | -------- | ------ |
| 2     | 1er septembre | Suisse   | 8 - 8 ap | Sénégal  | 0 - 1  |
| 3     | 1er septembre | Italie   | 6 - 6 ap | Iran     | 5 - 4  |
| 9     | 3 septembre   | Iran     | 4 - 6    | Suisse   |        |
| 11    | 3 septembre   | Sénégal  | 4 - 4 ap | Italie   | 2 - 3  |
| 17    | 5 septembre   | Iran     | 3 - 5    | Sénégal  |        |
| 19    | 5 septembre   | Italie   | 3 - 2    | Suisse   |        |

### Groupe B
| Rang | Équipe    | Pts | J | G | Gt | P | Bp | Bc | Diff |
| ---- | --------- | --- | - | - | -- | - | -- | -- | ---- |
| 1    | Portugal  | 9   | 3 | 3 | 0  | 0 | 24 | 5  | +19  |
| 2    | Salvador  | 6   | 3 | 2 | 0  | 1 | 10 | 17 | -7   |
| 3    | Argentine | 3   | 3 | 1 | 0  | 2 | 6  | 10 | -4   |
| 4    | Oman      | 0   | 3 | 0 | 0  | 3 | 7  | 15 | -8   |

| Match | Date          | Équipe 1  | Résultat | Équipe 2  |
| ----- | ------------- | --------- | -------- | --------- |
| 1     | 1er septembre | Argentine | 3 - 1    | Oman      |
| 4     | 1er septembre | Salvador  | 2 - 11   | Portugal  |
| 10    | 3 septembre   | Portugal  | 5 - 0    | Argentine |
| 12    | 3 septembre   | Oman      | 3 - 4    | Salvador  |
| 18    | 5 septembre   | Portugal  | 8 - 3    | Oman      |
| 20    | 5 septembre   | Salvador  | 4 - 3    | Argentine |

### Groupe C
| Rang | Équipe    | Pts | J | G | Gt | P | Bp | Bc | Diff |
| ---- | --------- | --- | - | - | -- | - | -- | -- | ---- |
| 1    | Russie    | 9   | 3 | 3 | 0  | 0 | 20 | 7  | +13  |
| 2    | Nigeria   | 6   | 3 | 2 | 0  | 1 | 13 | 12 | +1   |
| 3    | Tahiti    | 3   | 3 | 1 | 0  | 2 | 6  | 11 | -5   |
| 4    | Venezuela | 0   | 3 | 0 | 0  | 3 | 8  | 17 | -9   |

| Match | Date        | Équipe 1  | Résultat | Équipe 2  |
| ----- | ----------- | --------- | -------- | --------- |
| 5     | 2 septembre | Nigeria   | 4 - 8    | Russie    |
| 8     | 2 septembre | Tahiti    | 5 - 2    | Venezuela |
| 14    | 4 septembre | Venezuela | 3 - 5    | Nigeria   |
| 16    | 4 septembre | Russie    | 5 - 0    | Tahiti    |
| 22    | 6 septembre | Venezuela | 3 - 7    | Russie    |
| 24    | 6 septembre | Tahiti    | 1 - 4    | Nigeria   |

### Groupe D
| Rang | Équipe  | Pts | J | G | Gt | P | Bp | Bc | Diff |
| ---- | ------- | --- | - | - | -- | - | -- | -- | ---- |
| 1    | Brésil  | 8   | 3 | 2 | 1  | 0 | 11 | 7  | +4   |
| 2    | Mexique | 5   | 3 | 1 | 1  | 1 | 6  | 8  | -2   |
| 3    | Ukraine | 3   | 3 | 1 | 0  | 2 | 8  | 6  | +2   |
| 4    | Japon   | 0   | 3 | 0 | 0  | 3 | 6  | 10 | -4   |

| Match | Date        | Équipe 1 | Résultat | Équipe 2 | T.a.b. |
| ----- | ----------- | -------- | -------- | -------- | ------ |
| 6     | 2 septembre | Japon    | 2 - 3    | Mexique  |        |
| 7     | 2 septembre | Brésil   | 3 - 3 ap | Ukraine  | 2 - 1  |
| 13    | 4 septembre | Ukraine  | 4 - 2    | Japon    |        |
| 15    | 4 septembre | Mexique  | 2 - 5    | Brésil   |        |
| 21    | 6 septembre | Ukraine  | 1 - 1 ap | Mexique  | 0 - 1  |
| 23    | 6 septembre | Brésil   | 3 - 2    | Japon    |        |

## Phase finale
|  | Quarts de finale     | Quarts de finale     | Quarts de finale      | Quarts de finale     |          |          | Demi-finales          | Demi-finales          | Demi-finales                  | Demi-finales                  |                               |                               | Finale                | Finale                | Finale                | Finale                |
|  |                      |                      |                       |                      |          |          |                       |                       |                               |                               |                               |                               |                       |                       |                       |                       |
|  | 8 septembre, 18 h 30 | 8 septembre, 18 h 30 | 8 septembre, 18 h 30  | 8 septembre, 18 h 30 |          |          | 10 septembre, 17 h 00 | 10 septembre, 17 h 00 | 10 septembre, 17 h 00         | 10 septembre, 17 h 00         |                               |                               | 11 septembre, 18 h 30 | 11 septembre, 18 h 30 | 11 septembre, 18 h 30 | 11 septembre, 18 h 30 |
|  | 8 septembre, 18 h 30 | 8 septembre, 18 h 30 | 8 septembre, 18 h 30  | 8 septembre, 18 h 30 |          |          | 10 septembre, 17 h 00 | 10 septembre, 17 h 00 | 10 septembre, 17 h 00         | 10 septembre, 17 h 00         |                               |                               | 11 septembre, 18 h 30 | 11 septembre, 18 h 30 | 11 septembre, 18 h 30 | 11 septembre, 18 h 30 |
|  | 1er gr.A             | Italie               | 5                     | 5                    |          |          | 10 septembre, 17 h 00 | 10 septembre, 17 h 00 | 10 septembre, 17 h 00         | 10 septembre, 17 h 00         |                               |                               | 11 septembre, 18 h 30 | 11 septembre, 18 h 30 | 11 septembre, 18 h 30 | 11 septembre, 18 h 30 |
|  | 1er gr.A             | Italie               | 5                     | 5                    |          |          | 10 septembre, 17 h 00 | 10 septembre, 17 h 00 | 10 septembre, 17 h 00         | 10 septembre, 17 h 00         |                               |                               | 11 septembre, 18 h 30 | 11 septembre, 18 h 30 | 11 septembre, 18 h 30 | 11 septembre, 18 h 30 |
|  | 2e gr.B              | Salvador             | 6 ap                  | 6 ap                 |          |          | 10 septembre, 17 h 00 | 10 septembre, 17 h 00 | 10 septembre, 17 h 00         | 10 septembre, 17 h 00         |                               |                               | 11 septembre, 18 h 30 | 11 septembre, 18 h 30 | 11 septembre, 18 h 30 | 11 septembre, 18 h 30 |
|  | 2e gr.B              | Salvador             | 6 ap                  | 6 ap                 | Salvador | Salvador | 3                     | 3                     |                               |                               |                               |                               | 11 septembre, 18 h 30 | 11 septembre, 18 h 30 | 11 septembre, 18 h 30 | 11 septembre, 18 h 30 |
|  | 8 septembre, 15 h 30 |                      |                       |                      | Salvador | Salvador | 3                     | 3                     |                               |                               |                               |                               | 11 septembre, 18 h 30 | 11 septembre, 18 h 30 | 11 septembre, 18 h 30 | 11 septembre, 18 h 30 |
|  |                      |                      | Russie                | Russie               | 7        | 7        |                       |                       |                               |                               |                               |                               | 11 septembre, 18 h 30 | 11 septembre, 18 h 30 | 11 septembre, 18 h 30 | 11 septembre, 18 h 30 |
|  | 1er gr.C             | Russie               | Russie                | Russie               | 7        | 7        | 5                     | 5                     |                               |                               |                               |                               | 11 septembre, 18 h 30 | 11 septembre, 18 h 30 | 11 septembre, 18 h 30 | 11 septembre, 18 h 30 |
|  | 1er gr.C             | Russie               | 10 septembre, 18 h 30 |                      |          |          | 5                     | 5                     |                               |                               |                               |                               | 11 septembre, 18 h 30 | 11 septembre, 18 h 30 | 11 septembre, 18 h 30 | 11 septembre, 18 h 30 |
|  | 2e gr.D              | Mexique              | 3                     | 3                    |          |          |                       |                       |                               |                               |                               |                               | 11 septembre, 18 h 30 | 11 septembre, 18 h 30 | 11 septembre, 18 h 30 | 11 septembre, 18 h 30 |
|  | 2e gr.D              | Mexique              | 3                     | 3                    | Russie   | Russie   | 12                    | 12                    |                               |                               |                               |                               |                       |                       |                       |                       |
|  | 8 septembre, 20 h 00 |                      |                       |                      | Russie   | Russie   | 12                    | 12                    |                               |                               |                               |                               |                       |                       |                       |                       |
|  |                      |                      | Brésil                | Brésil               | 8        | 8        |                       |                       |                               |                               |                               |                               |                       |                       |                       |                       |
|  | 1er gr.D             | Brésil               | Brésil                | Brésil               | 8        | 8        | 10ap                  | 10ap                  |                               |                               |                               |                               |                       |                       |                       |                       |
|  | 1er gr.D             | Brésil               |                       |                      |          |          |                       |                       |                               |                               |                               |                               |                       |                       |                       |                       |
|  | 2e gr.C              | Nigeria              | 8                     | 8                    |          |          |                       |                       |                               |                               |                               |                               |                       |                       |                       |                       |
|  | 2e gr.C              | Nigeria              | 8                     | 8                    | Brésil   | Brésil   | 4                     | 4                     | Match pour la troisième place | Match pour la troisième place | Match pour la troisième place | Match pour la troisième place |                       |                       |                       |                       |
|  | 8 septembre, 17 h 00 |                      |                       |                      | Brésil   | Brésil   | 4                     | 4                     | Match pour la troisième place | Match pour la troisième place | Match pour la troisième place | Match pour la troisième place |                       |                       |                       |                       |
|  |                      |                      | Portugal              | Portugal             | 1        | 1        |                       |                       | 11 septembre, 17 h 00         | 11 septembre, 17 h 00         | 11 septembre, 17 h 00         | 11 septembre, 17 h 00         |                       |                       |                       |                       |
|  | 1er gr.B             | Portugal             | Portugal              | Portugal             | 1        | 1        | 4ap                   | 3tab                  | 11 septembre, 17 h 00         | 11 septembre, 17 h 00         | 11 septembre, 17 h 00         | 11 septembre, 17 h 00         |                       |                       |                       |                       |
|  | 1er gr.B             | Portugal             |                       |                      |          |          |                       | 3tab                  |                               |                               | Salvador                      | Salvador                      | 2                     | 2                     |                       |                       |
|  | 2e gr.A              | Sénégal              | 4                     | 2                    |          |          |                       |                       |                               |                               | Salvador                      | Salvador                      | 2                     | 2                     |                       |                       |
|  | 2e gr.A              | Sénégal              | 4                     | 2                    | Portugal | Portugal | 3                     | 3                     |                               |                               |                               |                               |                       |                       |                       |                       |
|  |                      |                      |                       |                      |          |          |                       |                       |                               |                               |                               |                               |                       |                       |                       |                       |

## Statistiques, classements et buteurs

### Nombre d'équipes par confédération et par tour
| Confédération | Phase de groupes | Quarts de finale | Demi-finales | Finale | Victoire |
| ------------- | ---------------- | ---------------- | ------------ | ------ | -------- |
| UEFA          | 5                | 3                | 2            | 1      | 1        |
| CONMEBOL      | 3                | 1                | 1            | 1      |          |
| CONCACAF      | 2                | 2                | 1            |        |          |
| CAF           | 2                | 2                |              |        |          |
| AFC           | 3                |                  |              |        |          |
| OFC           | 1                |                  |              |        |          |
| Total         | 16               | 8                | 4            | 2      | 1        |

### Ballon d'or du meilleur joueur
Le Ballon d'or est la récompense attribuée au meilleur joueur de la coupe du monde 2011.
| Place              | Joueur              |
| ------------------ | ------------------- |
| Médaille d'or      | Ilya Leonov         |
| Médaille d'argent  | André               |
| Médaille de bronze | Francisco Velásquez |

### Soulier d'or du meilleur buteur
Le Soulier d'or est attribué au meilleur buteur de la compétition. 
| Place              | Joueur              | Buts | Passes décisives | Matchs joués |
| ------------------ | ------------------- | ---- | ---------------- | ------------ |
| Médaille d'or      | André               | 14   | 0                | 6            |
| Médaille d'argent  | Madjer              | 12   | 2                | 6            |
| Médaille de bronze | Francisco Velásquez | 9    | 1                | 6            |

### Autres récompenses
Le Gant d'or est attribué au meilleur gardien de but de la compétition. Le Prix du fair-play de la FIFA est attribué à l'équipe ayant fait preuve du plus bel esprit sportif et du meilleur comportement.
| Prix              | Lauréat            |
| ----------------- | ------------------ |
| Gant d'or         | Andreï Boukhlitski |
| Prix du fair-play | Nigeria            |

### Classement du tournoi
| Rang               | Équipe    |
| ------------------ | --------- |
| Médaille d'or      | Russie    |
| Médaille d'argent  | Brésil    |
| Médaille de bronze | Portugal  |
| 4                  | Salvador  |
| 5                  | Italie    |
| 6                  | Nigeria   |
| 7                  | Sénégal   |
| 8                  | Mexique   |
| 9                  | Ukraine   |
| 10                 | Suisse    |
| 11                 | Argentine |
| 12                 | Tahiti    |
| 13                 | Iran      |
| 14                 | Japon     |
| 15                 | Oman      |
| 16                 | Venezuela |